# Isossorbida
Isossorbida (dinitrato, mononitrato) é um fármaco utilizado no tratamento da angina, edema agudo de pulmão e insuficiência cardíaca congestiva. Trata-se de um vasodilatador direto. A administração do medicamento via sublingual provoca efeitos em aproximadamente 2 a 5 minutos e podem durar de 1 a 2 horas. Por via oral ocorre de 20 a 60 minutos com duração de 4 a 6 horas.

## Reacções adversas
- Cefaleias (diminuem com a continuação do tratamento)
- Tonturas.
- Hipotensão postural.
- Exantema.

## Contra indicações e precauções
- Não se deve parar repentinamente o tratamento após administração prolongada.
- Hipotensão ou choque.
- Em pacientes que tomaram Sildenafil (Viagra), nas últimas 24h, pelo risco de hipotensão grave.
- Pacientes com Cardiomiopatia hipertrófica, nos quais nitratos podem aumentar a obstrução do fluxo.
- Pacientes com suspeita de infarto ventricular direito, pelo risco aumentado de hipotensão.

Além desses casos, deve ser usado com cautela em pacientes com estenose aórtica severa ou depleção do volume intravascular.

## Interacções
- Não se deve tomar álcool porque aumenta a acção do dinitrato de isossorbida.
- Substâncias que reduzem a acção do dinitrato de isossorbida:
  - Fenobarbital
  - Indometacina
- Risco de hipotensão aumentado com a administração conjunta com sildenafila
- Nunca deve ser administrado a doentes que tomem nitratos.

## Doses usuais
De acordo com o Infarmed:
- Via oral -  20 mg a 120 mg por dia.
- Via sublingual – 5 mg a 10 mg, podendo repetir-se a administração se necessário.

## Farmacocinética
É totalmente absorvido pela mucosa da boca na apresentação sublingual.